# Bo Ericson (ishockeyspelare)
Bo Ericsson, född 23 januari 1958, är en svensk före detta ishockeyspelare. Han spelade 1984 med Sveriges herrlandslag i ishockey i Canada Cup 1984 och i den Olympiska ishockeyturneringen där man lyckades erövra silver- respektive bronsmedaljer.
Bo Ericsson har vunnit SM i ishockey tre gånger, två gånger med AIK och en gång med Södertälje SK
Han är far till Fredrik Ericson, ishockeyspelare i Bofors IK.

## Meriter
- Junior 18 EM-silver 1976
- Junior 20 VM-silver 1978
- SM-guld 1982, 1984, 1985
- Canada Cup-silver 1984
- OS-brons 1984
- EM-brons 1983
- Stora Grabbars Märke nummer 122

## Klubbar
- AIK 1974-1984 Elitserien
- Södertälje SK 1984-1989 Elitserien